# Édouard Adolphe Casimir Joseph Mortier, duc de Trévise

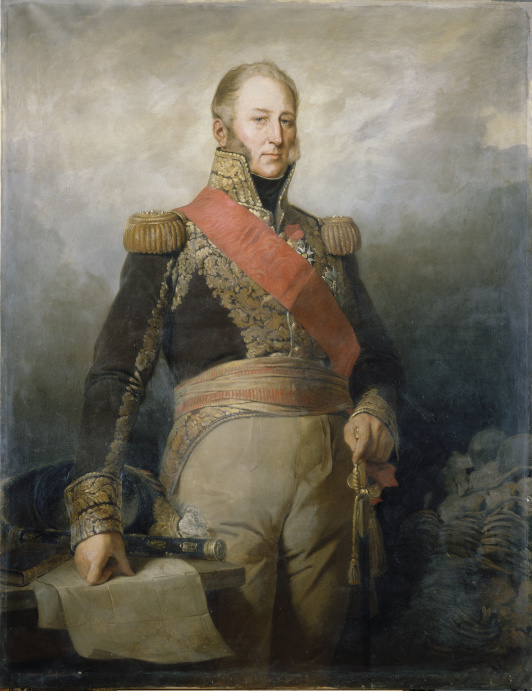
Édouard Adolphe Mortier

Édouard Adolphe Casimir Joseph Mortier (* 13. Februar 1768 in Le Cateau-Cambrésis, Département Nord; † 28. Juli 1835 in Paris) war ein französischer Offizier in der Zeit der Revolutionskriege, der durch Napoleon zum Duc de Trévise (Herzog von Treviso) erhoben und zum Maréchal d’Empire ernannt wurde.

## Leben

### In den frühen Koalitionskriegen
Édouard Mortier tat während der Jahre 1789 bis 1791 Dienst in der Nationalgarde von Dünkirchen und Le Cateau. Im Zuge der Veränderungen der Französischen Revolution, die auch vor der Armee nicht Halt machten, wurde er am 1. September 1791 zum Capitaine des 1. Bataillon der Volontaires du Nord gewählt. Im April 1792 begann der Erste Koalitionskrieg und Mortier nahm am Gefecht bei Quiévrain (28.–30. April) teil. Es folgten die Schlachten bei Jemappes am 6. November 1792, Neerwinden am 18. März 1793 und Wattignies am 15./16. Oktober 1793, in der er verwundet wurde. Außerdem nahm er an den Belagerungen von Namur, Maastricht und Hondschoote teil. Im folgenden Jahr nahm er am 26. Juni an der Schlacht bei Fleurus teil.
Für seine Verdienste auf dem Schlachtfeld wurde Mortier am 13. Juni 1795 zum Colonel befördert. 1796 zeichnete er sich unter François-Joseph Lefebvre und Jean-Baptiste Kléber in der Schlacht bei Altenkirchen und Friedberg aus. Am 30. Dezember nahm er an der Wiederbesetzung von Mainz teil. Im Jahr 1797 sollte er in Anerkennung seiner bisherigen Verdienste zum Général de brigade befördert werden, was Mortier jedoch ablehnte. In Koblenz heiratete er am 25. Januar 1799 Anne-Eve Himmies und wurde am 23. Februar 1799 doch noch befördert. Im selben Jahr kämpfte er bei Liptingen und Stockach (25. März 1799) und wurde zur Französischen Armee in der Schweiz versetzt, die unter dem Befehl von General André Masséna stand. Seine neue Dienststellung war die des Kommandanten der 4. Division. 1800 wurde Mortier Befehlshaber des 17. Militär-Bezirks (Paris). Zum Général de division wurde er am 3. Mai 1803 befördert. Im selben Jahr besetzte er das mit England in Personalunion verbundene Kurfürstentum Braunschweig-Lüneburg („Kurhannover“). Mit etwa 12.000 Mann zog er über Geldern und Overijssel an die Grenze des Kurfürstentums.  Seine Truppen rückten am 2. Pfingsttag, also am 30. Mai 1803, in Quakenbrück, Badbergen und Ankum ein.

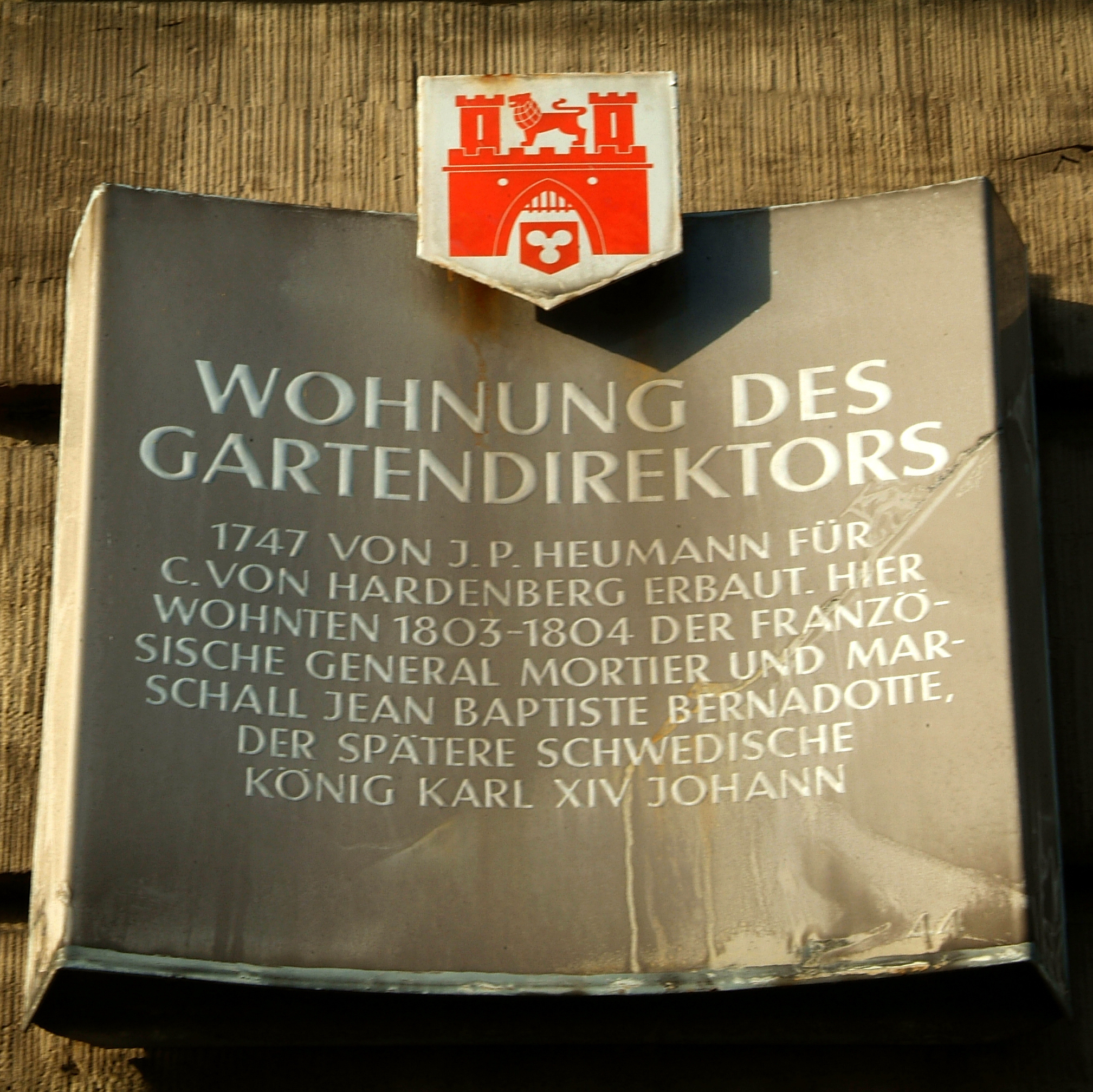
Informationstafel über Mortiers Aufenthalt am Hardenbergschen Haus

Am 5. Juni 1803 zog Mortier mit seinen Truppen in Hannover ein.  Am selben Tag schloss er die Konvention von Sulingen zur Vorbereitung der am 5. Juli 1803 erfolgten förmlichen Kapitulation der hannoverschen Truppen bei Artlenburg.

### Erhebung zum Marschall
Mortier wurde am 2. Februar 1804 Colonel général der Artillerie und Marine-Infanterie und am 19. Mai 1804 erfolgte die Ernennung zum Marschall des Kaiserreichs. Die Marschälle des Kaiserreichs wurden mit Ehrungen überhäuft, weshalb Mortier am 2. Februar 1805 das Großkreuz der Ehrenlegion erhielt und einige Zeit später Chevalier des Christusordens von Portugal wurde. Am 30. August 1805 erfolgte die Ernennung zum Colonel-général der kaiserlichen Infanterie. Im September desselben Jahres brach der Krieg mit Österreich aus. Mit Wirkung vom 7. November 1805 wurde Mortier Kommandant des II. Armee-Korps der Grande Armée während des Feldzuges gegen Österreich. Am 11. November traf er bei Dürnstein mit nur 12.000 Mann auf 24.000 Russen unter dem Befehl von General Kutusow. Es gelang ihm zwar, den Vormarsch der Russen zu verlangsamen, doch letztlich wurde er von Kutusow geschlagen. Während der Schlacht bei Austerlitz war er zur Deckung Wiens beordert. Am 16. Dezember 1805 erfolgte die Ernennung zum Kommandanten des V. Armee-Korps der Grande Armée.

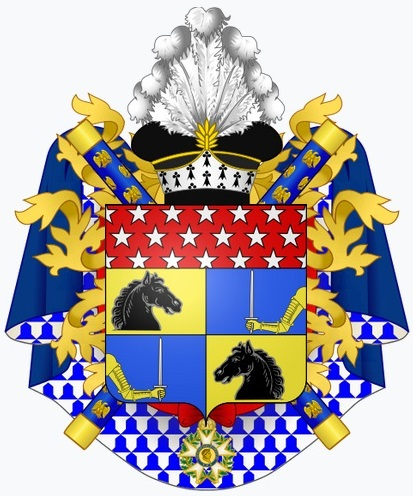
Wappen von Édouard-Adolphe-Casimir-Joseph Mortier, Herzog von Treviso

Während des Krieges gegen Preußen wurde er am 1. Oktober 1806 Kommandant des VIII. Armee-Korps, mit dem er am 1. November 1806 das Kurfürstentum Hessen, danach die Hansestädte und am 19. November 1806 Hamburg besetzte. Am 28. Januar 1807 begann der Einmarsch in Schwedisch-Vorpommern und Stralsund wurde belagert. Mortier schlug seinen schwedischen Gegner im Gefecht bei Anklam am 16./17. April 1807, dem einen Tag später der Waffenstillstand von Schlatkow folgte. Das Königreich Preußen kämpfte trotz des Verlustes seines Verbündeten weiter, und so kam es am 14. Juni 1807 zur Schlacht bei Friedland, in der Mortier den linken Flügel der französischen Armee befehligte. Nach dem erfolgreichen Abschluss des Feldzuges gegen Preußen wurde Mortier 1807 Gouverneur von Schlesien und am 2. Juli 1808 zum "Herzog von Treviso" im napoleonischen Adel (noblesse impériale) erhoben.
Mittlerweile verlangte der Krieg in Spanien die Aufmerksamkeit des Kaisers, der Mortier am 2. Oktober 1808 zum Kommandanten des V. Armee-Korps der Armée d’Espagne ernannte. Seine erste Aufgabe war die Belagerung von Valencia. Am 30. November 1808 nahm er an der Schlacht von Somosierra teil und erschien am 16. Dezember mit 16.000 Mann Verstärkung bei der Belagerung von Saragossa, das erst am 21. Februar 1809 im Straßenkampf genommen werden konnte. Zusammen mit Marschall Soult lieferte er am 8. August 1809 die Schlacht bei Arzobispo. In der Schlacht bei Ocaña am 18. November 1809 besiegte er seinen spanischen Gegenspieler, wurde jedoch verwundet. 1810 eroberte er Andalusien und nahm an den Schlachten von Badajoz und Fuentes de Cantos teil. In der Schlacht am Gévora siegte er erneut und wurde im Mai 1811 nach Frankreich zurück befohlen. Im selben Jahr wurde er Kommandant der Jungen Garde, mit der er am Feldzug gegen Russland teilnahm, wo er in der Schlacht bei Borodino kämpfte. Nach der Einnahme von Moskau wurde er am 14. September Gouverneur der Stadt, bis zum 24. Oktober 1812, dann übernahm er den Befehl über die Nachhut der Armee, die den Rückzug zu decken hatte. Am 17. November kämpfte er bei Krasnoje und zeichnete sich beim Übergang über die Beresina erneut aus.
Im Februar 1813 wurde Mortier erneut Kommandant der Jungen Garde, mit der er an der Schlacht bei Großgörschen, der Schlacht bei Bautzen, der Schlacht bei Dresden, der Völkerschlacht bei Leipzig und der Schlacht bei Hanau teilnahm. Nach der Schlacht bei Hanau befehligte er erneut die Nachhut der Armee und wurde im Dezember Kommandant der Alten Garde. Es folgte der Feldzug in Frankreich mit den Schlachten bei Montmirail, Château-Thierry, Craonne, Laon und Fère-Champenoise, in der er zusammen mit Marschall Marmont von FM Fürst Schwarzenberg geschlagen wurde. Am 30. März 1814 verteidigte er mit dem Marschall Marmont Paris, stellte jedoch im April den Kampf ein und lief am 8. April zu König Ludwig XVIII. über. Dieser ernannte Mortier im Gegenzug am 1. Juni 1814 zum Chevalier des Saint-Louis-Ordens, erhob ihn am 4. Juni zum Pair von Frankreich und ernannte ihn am 21. Juni zum Befehlshaber des 14. Militär-Bezirks (Lille).
Bei Napoleons Rückkehr leistete Mortier dem König bei dessen Abzug nach Gent erhebliche Dienste und wurde von diesem seines Eides entbunden. Im März 1815 schloss Mortier sich wieder Napoleon I. an und wurde von diesem mit der Inspektion über die Festungen an den Nord- und Westgrenzen Frankreichs beauftragt. Am 14. Juni 1815 ernannte ihn der Kaiser zum Kommandant der Garde impériale, jedoch erkrankte Mortier und nahm an anschließenden Feldzug nicht teil.

### Nach der Restauration

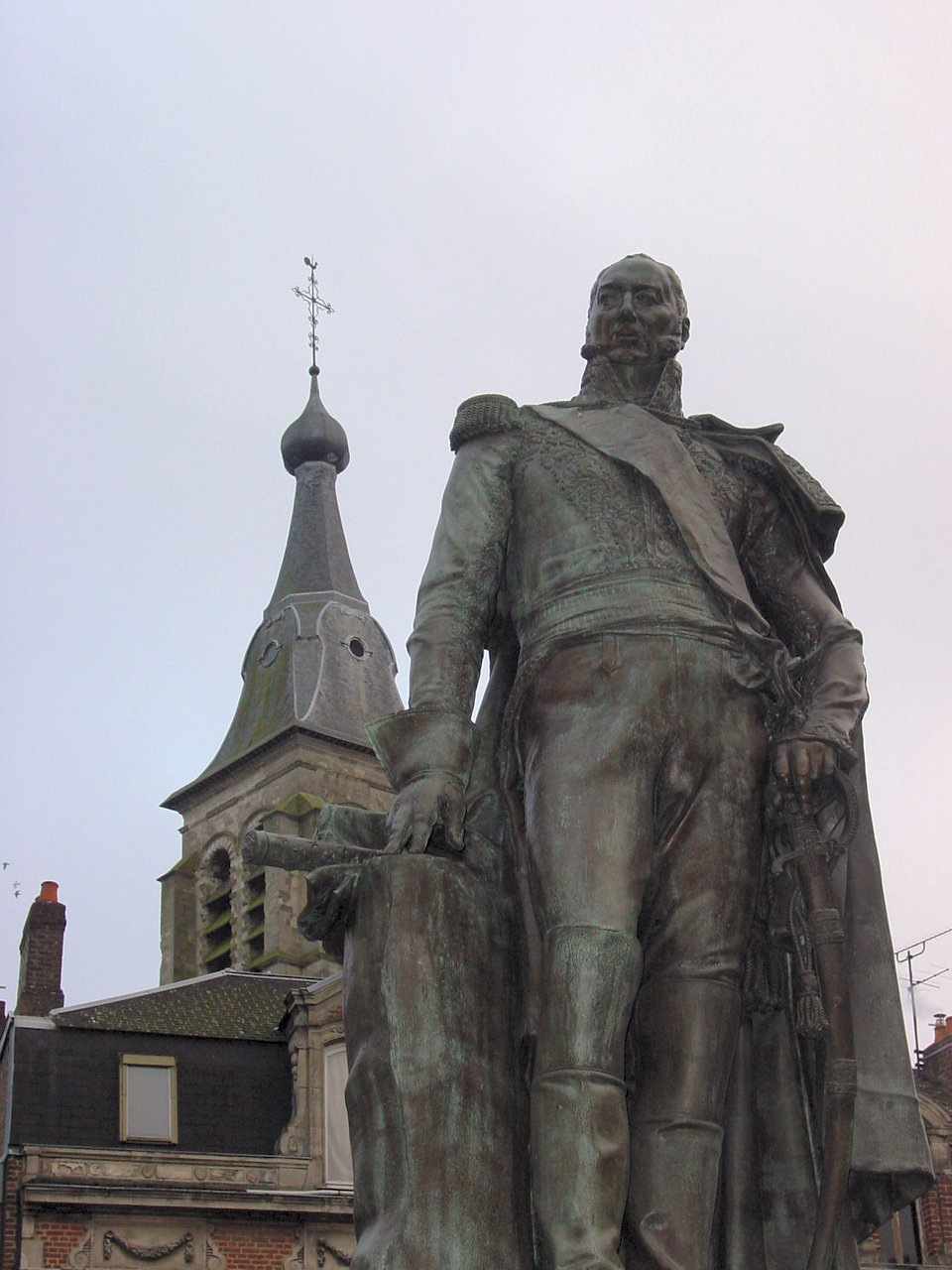
Denkmal in Le Cateau-Cambrésis

Nach der Zweiten Restauration 1815 verlor er am 24. Juli seine Würde als Pair des Königreiches, weil er zum Mitglied des Kriegsgerichts über Marschall Michel Ney bestimmt worden war und dies abgelehnt hatte. Am 27. Dezember wurde er als Befehlshaber des 16. Militär-Bezirks abgelöst. Allerdings folgte am 10. Januar 1816 die Ernennung zum Befehlshaber des 15. Militär-Bezirks (Rouen). Am 4. Oktober 1816 wurde er zum Abgeordneten des Département du Nord gewählt, in welcher er bis Ende 1818 blieb, um im März 1819 wieder in die Pairswürde eingesetzt zu werden. Seit dem 1. Februar 1828 war er außerdem Mitglied des königlichen Kriegsrates und übernahm 1830 von Marschall MacDonald die Würde des Großkanzlers der Ehrenlegion.
Nach der Thronbesteigung von Louis-Philippe I. ging er am 6. Dezember 1830 für kurze Zeit als Botschafter nach Petersburg, der 1832 ein weiteres Intermezzo folgte. Am 18. November 1834 wurde er als Nachfolger von Marschall Soult Kriegsminister und Präsident des Ministerrats, nahm aber am 20. Februar 1835 seine Entlassung.
Édouard Adolphe Mortier starb am 28. Juli 1835 im Alter von 67 Jahren bei einem Attentat auf König Louis-Philippe auf dem Boulevard du Temple. Er ruht mit vierzehn weiteren Opfern der Explosion von Joseph Fieschis Höllenmaschine im Invalidendom in der so genannten Crypte Fieschi unter der Chapelle Saint-Grégoire, die Herzbestattung fand in der Familiengruft auf dem Père-Lachaise-Friedhof statt (28. Division).

## Ehrungen
- Sein Name ist am  Triumphbogen in Paris in der 13. Spalte eingetragen.
- Seine Portraitbüste (1835) von Théophile Bra (1797–1863) befindet sich in der Schlachtengalerie im Schloss Versailles. Die Büste wurde 1833 in Auftrag gegeben, 1835 vollendet, 1836 im Salon ausgestellt und vom Staat erworben.[4][5]
- Nachdem er dies 1805 noch nicht gestattet hatte,[6] errichtete ihm seine Vaterstadt Le Cateau-Cambrésis posthum dennoch ein Denkmal.
- Weitere Denkmäler wurden in Lille sowie in Le Plessis-Trévise errichtet. Letzteres stammt von Claude André Deseine (1740–1823), dem weniger bekannten Bruder von Louis-Pierre Deseine.[7]

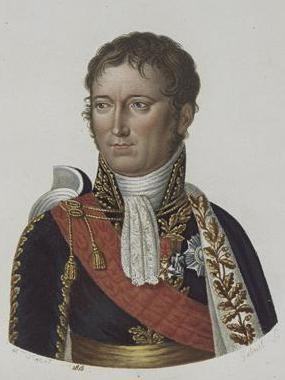
Stich von Georges-François-Marie Gabriel, Schloss Malmaison
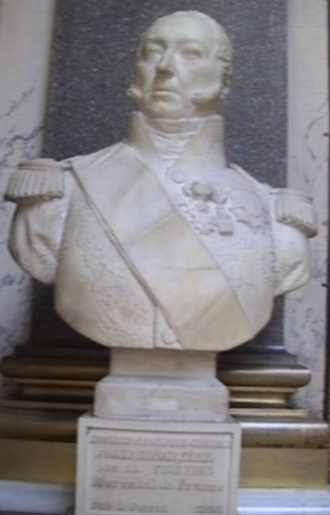
Portraitbüste von Théophile Bra, Versailles
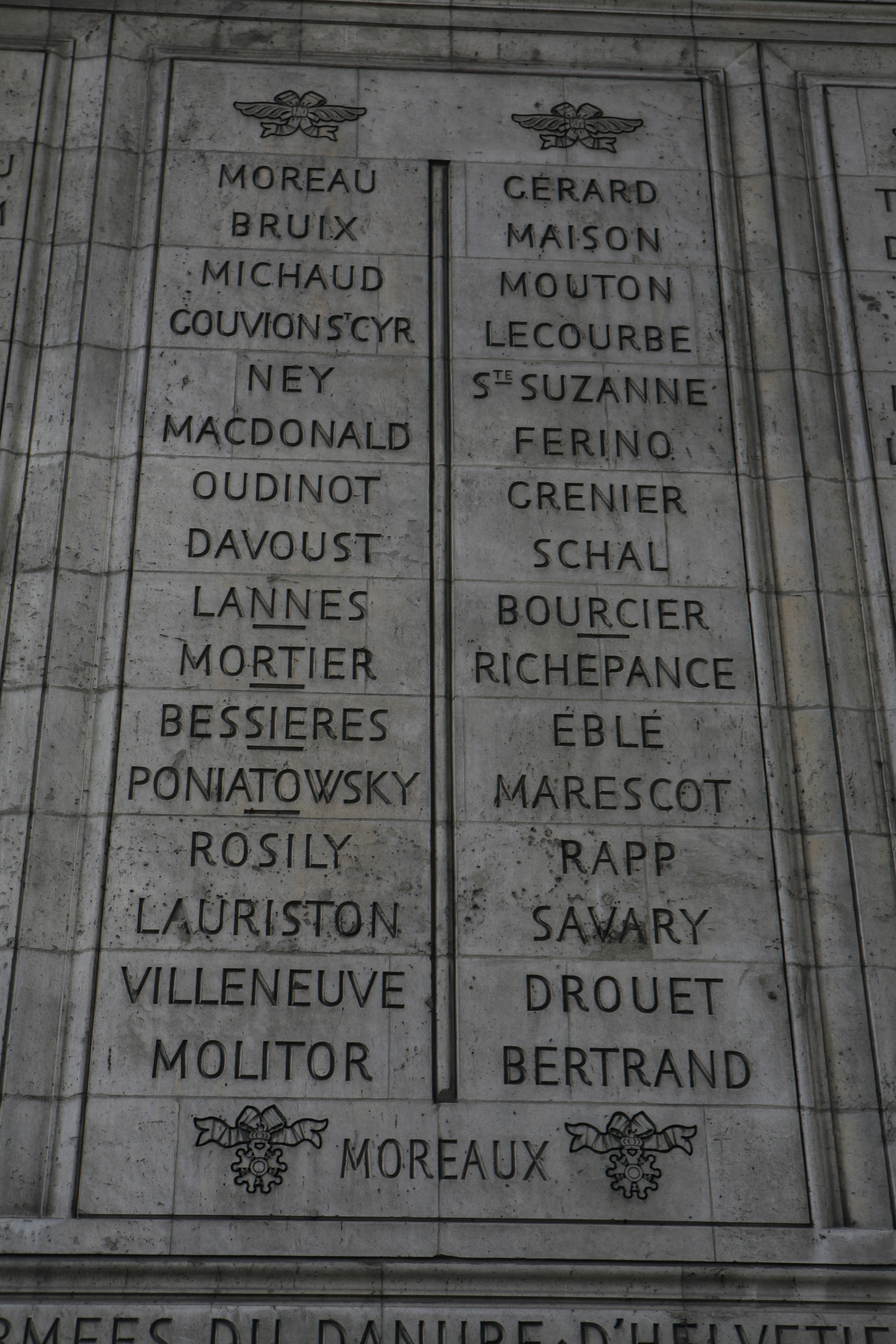
Eintrag am Triumphbogen (östlicher Pfeiler, Spalte 13)
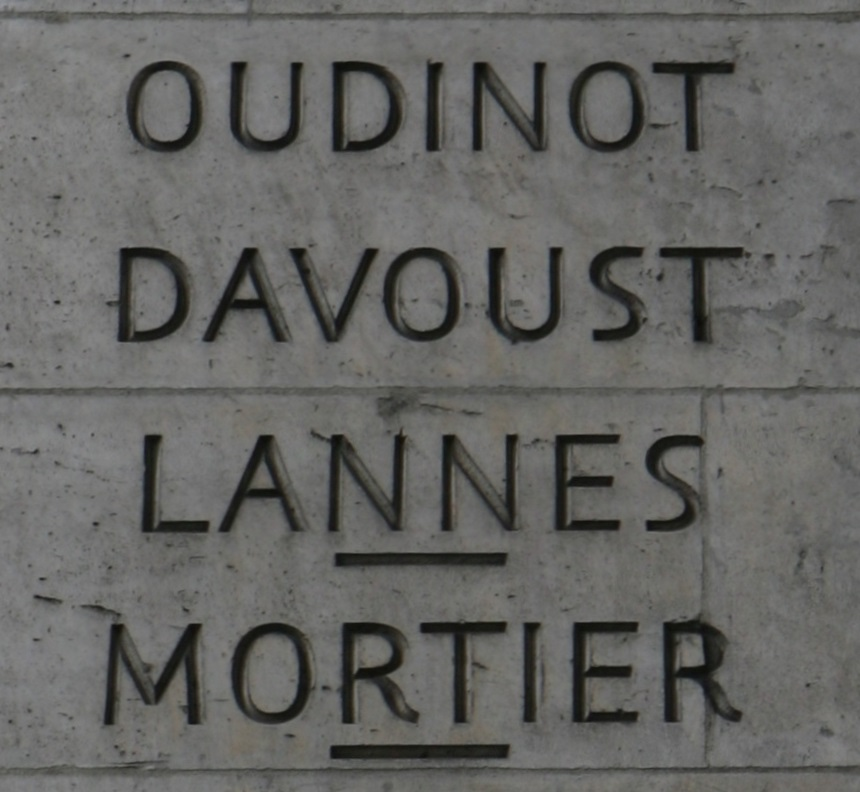
Eintrag am Triumphbogen